# Baltistan
Baltistan („Land der Balti“; Urdu بلتستان, Balti بلتیول Baltiyul; auch Klein-Tibet genannt) ist eine Region und eine Division im pakistanisch verwalteten Teil des Kaschmirgebietes.
Hauptort ist Skardu. Die gebirgige Region liegt zwischen Karakorum und Himalaya und bildet administrativ eine der drei Agencies des Sonderterritoriums unter Bundesverwaltung Gilgit-Baltistan, das früher als Nordgebiete (Northern Areas) bezeichnet wurde. Das Gebiet erstreckt sich über die folgenden fünf Täler: Skardu, Khaplu, Shigar, Kharmang und Rondu.

Verwaltungsgliederung (Stand 2008), die gelb und grün dargestellten Gebiete im Osten gehören zu Baltistan

Die Division Baltistan ist in vier Distrikte gegliedert: Skardu und Ghanche sowie seit deren Abspaltung von Skardu im Jahr 2015 noch Kharmang und Shigar.
Im Folgenden die statistischen Daten von Baltistan aus dem Jahr 2013:
| Distrikt  | Fläche (km²) | Bevölkerung 1998 | Bevölkerung 2013 | Hauptort |
| --------- | ------------ | ---------------- | ---------------- | -------- |
| Ghanche   | 8.531        | 88.366           | ca. 108.000      | Khaplu   |
| Skardu    | 19.697       | 214.848          | ca. 305.000      | Skardu   |
| Baltistan | 28.228       | 302.234          | ca. 413.000      | Skardu   |

Die Bewohner sind die muslimischen Balti, die von vorwiegend tibetischer, daneben auch von tatarischer, Mon-, dardischer, indoiranischer und arabischer Abstammung sind. Die einheimische Sprache ist Balti, ein westtibetischer Dialekt.